# Новрузова, Гюлушан Гариб кызы
Гюлушан Гариб кызы Новрузова — советский хозяйственный, государственный и политический деятель.

## Биография
Родилась в 1930 году близ Кубы в лезгинской семье. Член ВКП(б) с 1958 года.
С 1950 года — на хозяйственной, общественной и политической работе. В 1950—1985 гг. — доярка колхоза, доярка совхоза имени Куйбышева Кусарского района Азербайджанской ССР, получила удои в 2800 кг с одной коровы в 1966 году, впоследствии повысила удельные удои до 3500-5000 кг с одной подшефной коровы.
Избиралась депутатом Верховного Совета СССР 7-го, 8-го и 9-го созывов от Кубинского избирательного округа Азербайджанской ССР.